# Liste der Kulturdenkmäler in Schüller
In der Liste der Kulturdenkmäler in Schüller sind alle Kulturdenkmäler der rheinland-pfälzischen Ortsgemeinde Schüller aufgeführt. Grundlage ist die Denkmalliste des Landes Rheinland-Pfalz (Stand: 17. Juli 2023).

## Einzeldenkmäler
| Bezeichnung                      | Lage                                           | Baujahr | Beschreibung                                                                                    | Bild                           |
| -------------------------------- | ---------------------------------------------- | ------- | ----------------------------------------------------------------------------------------------- | ------------------------------ |
| Wegekreuz                        | Kirchstraße, bei Nr. 2 Lage                    | 18[xx]  | nachbarockes Schaftkreuz, bezeichnet 18[xx]                                                     | Fotos hochladen                |
| Katholische Pfarrkirche St. Paul | Kirchstraße 8 Lage                             | 1910    | neuspätgotische Hallenkirche, 1910, Architekt Franz Statz, Köln                                 | weitere Bilder Fotos hochladen |
| Pumpenhaus                       | südwestlich des Ortes; Flur Auf der Wirft Lage | 1926    | Pumpenhaus mit Lambach-Pumpe Typ L 380 der Maschinenfabrik Wilhelm Lambach in Marienheide, 1926 | Fotos hochladen                |